# Yitzhak Rabin
Yitzhak Rabin (/rəˈbiːn/; tiếng Hebrew: יִצְחָק רַבִּין, IPA: [jitsˈχak ʁaˈbin] ⓘ; 1 tháng 3 năm 1922 – 4 tháng 11 năm 1995) là một chính trị gia và tướng lĩnh Israel. Ông là Thủ tướng thứ năm của Israel, giữ chức vụ này trong hai nhiệm kỳ, 1974–1977 và 1992 tới khi ông bị ám sát năm 1995. Năm 1994, Rabin đã giành Giải Nobel Hoà bình cùng với Shimon Peres và Yasser Arafat. Ông bị Yigal Amir một người cấp tiến cánh hữu Israel, người phản đối việc Rabin ký kết Hiệp định Oslo, ám sát. Rabin là thủ tướng đầu tiên của Israel sinh ra tại nước này, là thủ tướng duy nhất bị ám sát và là người thứ hai chết khi đang tại chức sau Levi Eshkol.

## Đời sống cá nhân
Rabin ra đời tại Jerusalem năm 1922 là con của Nehemiah và Rosa, hai nhà hoạt động hàng đầu của Aliyah thứ ba. Nehemiah Rubitzov, sinh ra trong một thị trấn nhỏ tại Ukraina năm 1886, mất cha khi còn là một đứa trẻ và đã làm việc để kiếm tiền cho gia đình từ khi còn rất trẻ. Khi 18 tuổi, ông di cư tới Hoa Kỳ, nơi ông gia nhập đảng Poale Zion và đổi họ thành Rabin. Năm 1917, Nehemiah tới Palestine Ủy trị Anh với một nhóm người tự nguyện thuộc Quân đoàn Do Thái. Mẹ của Yitzhak, Rosa Cohen, sinh năm 1890 tại Mohilev ở Belarus. Cha bà, một giáo sĩ Do Thái, phản đối phong trào Zion, nhưng đã gửi Rora tới một trường trung học Thiên chúa dành cho các cô gái tại Homel, cho phép bà có được trình độ giáo dục rộng hơn. Ngay từ đầu, Rosa đã quan tâm tới các lý tưởng chính trị và xã hội. Năm 1919, bà tới vùng này trên chiếc S.S. Ruslan, người đứng đầu Aliyah Thứ ba. Sau khi làm việc tại một kibbutz (khu định cư ở Israel) trên bờ Biển Galilee, bà tới Jerusalem.
Rabin lớn lên tại Tel Aviv, nơi gia đình họ tới sinh sống khi ông được một tuổi. Năm 1940, ông tốt nghiệp với bằng danh dự tại Trường Cao đẳng Nông nghiệp Kadoori và hy vọng sẽ trở thành một kỹ sư thủy lợi. Tuy nhiên, ngoài nhiều khoá chiến lược quân sự tại Anh Quốc sau này, ông không bao giờ theo đuổi một bằng cấp.
Rabin cưới Leah Rabin (tên khi sinh Schlossberg) trong cuộc Chiến tranh Ả Rập-Israel năm 1948. Leah Rabin thời ấy đang là một phóng viên cho tờ Palmach newspaper. Họ có hai con, Dalia và Yuval. Rabin là người vô thần, với Dennis Ross bình luận rằng Ross không bao giờ gặp một người Do Thái thế tục hơn thế tại Israel.

## Sự nghiệp quân sự

### Palmach
Năm 1941, trong khi được huấn luyện thực tập tại kibbutz Ramat Yohanan, Rabin gia nhập nhánhPalmach của Haganah, dưới ảnh hưởng của Yigal Allon. Chiến dịch đầu tiên ông tham gia là hỗ trợ cuộc xâm lược Liban của Đồng Minh, khi ấy do các lực lượng Vichy Pháp kiểm soát (cũng trong chiến dịch này Moshe Dayan mất một mắt) vào tháng 6 tháng 7 năm 1941. Sau khi chiến tranh chấm dứt mối quan hệ giữa Palmach và chính quyền Anh trở nên căng thẳng, đặc biệt với sự đối xử với cuộc di cư Do Thái. Tháng 10 năm 1945 Rabin chịu trách nhiệm lập kế hoạch và sau này đã thành công trong việc thực hiện một chiến dịch giải phóng những người di cư đang bị giam tại trại giam giữ Atlit cho những người Do Thái di cư bất hợp pháp. Trong Black Shabbat, một chiến dịch lớn của Anh chống lại các lãnh đạo Tổ chức Do Thái tại Vùng đất Israel, Rabin đã bị bắt và giam cầm trong năm tháng. Sau khi được thả ông trở thành chỉ huy của tiểu đoàn Palmach thứ hai và lên nắm chức vụ Sĩ quan Chỉ huy Chiến dịch của Palmach tháng 10 năm 1947.

### Các lực lượng phòng vệ Israel (IDF)
Trong cuộc Chiến tranh Ả Rập-Israel năm 1948 Rabin đã chỉ huy các chiến dịch của Israel tại Jerusalem và chiến đấu với quân đội Ai Cập tại Negev.
Trong thời gian khởi đầu cuộc chiến ông là chỉ huy lữ đoàn Harel chiến đấu trên đường tới Jerusalem từ đồng bằng ven biển, gồm cả Israel "Con đường Miến Điện", cũng như nhiều trận đánh tại Jerusalem, như bảo vệ sườn phải của thành phố bằng cách tái chiếm kibbutz Ramat Rachel.
Trong thời gian cuộc ngừng bắn lần thứ nhất ông tham gia vào cuộc tranh luận giữa IDF và Irgun trên bãi biển Tel Aviv như một phần của Vụ việc Altalena. Trong giai đoạn sau đó ông là phó chỉ huy Chiến dịch Danny, trong đó các thành phố Ramle và Lydda đã bị chiếm, cũng như sân bay chính tại Lydda. Sau khi chiếm giữ hai thị trấn đã có một cuộc di cư của người dân Ả Rập tại đó và chỉ còn vài trăm trong số 50,000 tới 70,000 dân còn ở lại.
Chiến dịch Danny là chiến dịch ở tầm vóc lớn nhất cho tới khi đó và nó liên quan tới bốn lữ đoàn IDF. Khi ấy ông là Chỉ huy các Chiến dịch Mặt trận phía Nam và tham gia vào các trận đánh lớn chấm dứt xung đột tại đó, gồm cả Chiến dịch Yoav và Chiến dịch Horev.
Đầu năm 1949 ông là một thành viên của phái đoàn Israel tham gia các cuộc đàm phán hoà bình với Ai Cập được tổ chức trên đảo Rhodes. Kết quả của cuộc đàm phán là Thoả thuận Hoà bình năm 1949 chấm dứt sự thù địch chính thức của cuộc Chiến tranh Ả Rập-Israel năm 1948. Sau cuộc tổng động viên ở cuối cuộc chiến ông là (cựu) thành viên cao cấp nhất của Palmach còn lại trong IDF.
Năm 1964 ông được Levi Eshkol, người thay thế David Ben Gurion, chỉ định làm Tham mưu trưởng Các lực lượng Phòng vệ Israel (IDF), và giống như ông, Levi Eshkol cũng từng giữ chức vụ Thủ tướng và Bộ trưởng Quốc phòng. Bởi Eshkol không có nhiều kinh nghiệm quân sự, Rabin được tự do hành động khá lớn. 
Dưới sự chỉ huy của ông, IDF đã giành thắng lợi trước Ai Cập, Syria và Jordan trong cuộc Chiến tranh sáu ngày năm 1967. Sau khi Thành cổ Jerusalem bị IDF chiếm, Rabin nằm trong số những người đầu tiên tới thăm, và có một bài phát biểu nổi tiếng trên Núi Scopus, tại Đại học Hebrew. Trong những ngày dẫn tới cuộc chiến, có thông tin rằng Rabin đã bị suy nhược thần kinh và không thể làm việc. Sau giai đoạn ngắt quãng ngắn ngủi này, ông lấy lại toàn quyền chỉ huy IDF.

## Đại sứ và Bộ trưởng Lao động
Sau khi nghỉ hưu tại IDF ông trở thành đại sứ tại Hoa Kỳ vào năm 1968, giữ chức vụ này trong 5 năm. Trong giai đoạn này Hoa Kỳ trở thành bên cung cấp vũ khí chính cho Israel và đặc biệt ông đã tìm cách dỡ bỏ được lệnh cấm vận máy bay phản lực chiến đấu F-4 Phantom. Trong cuộc Chiến tranh Yom Kippur năm 1973 ông không giữ chức vụ nào chính thức và vào cuộc bầu cử được tổ chức cuối năm 1973 ông được bầu vào Knesset với tư cách thành viên của Liên kết. Ông được chỉ định làm Bộ trưởng Lao động Israel tháng 3 năm 1974 trong chính phủ có thời gian tồn tại ngắn ngủi của Golda Meir.

## Nhiệm kỳ Thủ tướng đầu tiên
Sau khi Golda Meir từ chức tháng 4 năm 1974, Rabin được bầu làm lãnh đạo đảng, sau khi đánh bại Shimon Peres. Sự đối đầu giữa hai lãnh đạo Công đảng này vẫn giai dẳng và họ đã cạnh tranh nhau nhiều lần trong hai thập kỷ tiếp sau cho vai trò lãnh đạo. Rabin kế nhiệm Golda Meir trở thành Thủ tướng Israel ngày 3 tháng 6 năm 1974. Đây là một chính phủ liên minh, gồm Ratz, những người Tự do Độc lập, Phát triển và Tiến bộ và Danh sách Ả Rập vì Bedouins và Villagers. Sự liên minh này, với một đa số tối thiểu, chỉ giữ được trong vài tháng và là một trong số ít giai đoạn trong lịch sử Israel khi các đảng tôn giáo không tham gia liên minh. Đảng Tôn giáo Quốc gia đã gia nhập liên minh ngày 30 tháng 10 năm 1974 và Ratz rút lui ngày 6 tháng 11.
Về chính sách đối ngoại, sự phát triển chính ở thời điểm đầu nhiệm kỳ của Rabin là Thoả thuận Sơ bộ Sinai giữa Israel và Ai Cập, được ký ngày 1 tháng 9 năm 1975. Cả hai nước đều tuyên bố rằng cuộc xung đột giữa họ và tại Trung Đông sẽ không thể được giải quyết bằng vũ lực mà bằng các biện pháp hoà bình . Thoả thuận này diễn ra sau các chuyến đi ngoại giao con thoi của Henry Kissinger và một lời đe doạ ‘đánh giá lại’ chính sách vùng và quan hệ của Hoa Kỳ với Israel. Rabin nhắc lại rằng đó là "một nhiệm kỳ có vẻ vô hại báo trước một trong những giai đoạn quan hệ tồi tệ nhất giữa Hoa Kỳ và Israel." Thoả thuận là một bước quan trọng hướng tới Hiệp định Trại David năm 1978 và hiệp ước hoà bình với Ai Cập được ký năm 1979.
Chiến dịch Entebbe có lẽ là sự kiện gây ấn tượng nhất trong nhiệm kỳ thủ tướng đầu tiên của Rabin. Theo lệnh của ông, IDR đã tiến hành một chiến dịch bí mật tầm xa để giải cứu một máy bay chở khách bị không tặc bởi các chiến binh thuộc nhóm Wadie Haddad của Mặt trận Nhân dân Giải phóng Palestinevà Các tổ Cách mạng (RZ) Đức, và khi ấy máy bay đang ở Uganda của Idi Amin. Chiến dịch này nói chung được coi là một thành công vĩ đại, và tính chất đặc biệt của nó khiến nó trở thành chủ đề của nhiều cuộc bình luận và nghiên cứu.
Tới cuối năm 1976 chính phủ liên minh của ông với các đảng tôn giáo gặp một cuộc khủng hoảng: một cuộc vận động bất tín nhiệm đã được Agudat Israel đưa ra về một mối bất hoà của Sabbath về một căn cứ của Không quân Israel khi bốn chiếc máy bay phản lực F-15 được giao hàng từ Hoa Kỳ và Đảng Tôn giáo Quốc gia đã bỏ phiếu trắng. Rabin giải tán chính phủ và quyết định một cuộc bầu cử mới, sẽ được tổ chức vào tháng 5 năm 1977. Trong lúc ấy hai sự phát triển không may mắn từ dự tính của ông diễn ra: sau cuộc gặp gỡ tháng 3 năm 1977 giữa Tổng thống Hoa Kỳ Jimmy Carter và Rabin, Rabin công khai tuyên bố rằng Hoa Kỳ ủng hộ ý tưởng của Israel về các biên giới phòng thủ. Sau đó Carter ra một giải thích. Một sự "đi xuống" trong quan hệ Hoa Kỳ/Israel tiếp nối sau đó. Mọi người cho rằng sự đi xuống này đã góp phần góp vào thất bại của Công đảng Israel trong cuộc bầu cử tháng 5 năm 1977 . Sự phát triển thứ hai là phát hiện rằng vợ ông, Leah, tiếp tục giữ một tài khoản dollar Mỹ từ những ngày Rabin còn làm đại sứ tại Hoa Kỳ. Theo các quy định tiền tệ của Israel thời kỳ đó, các công dân không được duy trì tài khoản nước ngoài mà không có sự cho phép từ trước. Trước sự kiện này, đã rút lui khỏi chức vụ lãnh đạo đảng và tư cách ứng viên thủ tướng, một hành động khiến ông được ca ngợi như một người có trách nhiệm và chính trực.

## Thành viên Knesset đối lập và Bộ trưởng Quốc phòng
Sau khi ông từ chức và thất bại của Công đảng trong cuộc bầu cử, Menachem Begin thuộc đảng Likud giành thắng lợi năm 1977. Cho tới năm 1984 Rabin là một thành viên của Knesset và tham gia các công việc đối ngoại và Ủy ban Quốc phòng. Từ năm 1984 tới năm 1990, ông làm Bộ trưởng Quốc phòng trong nhiều chính phủ thống nhất quốc gia của các thủ tướng Yitzhak Shamir và Shimon Peres.
Khi Rabin nhậm chức, quân đội Israel vẫn còn ở sâu trong Liban. Ông đã ra lệnh rút quân về một "Vùng An ninh" ở phía Liban của biên giới. Quân đội Nam Liban hoạt động mạnh trong vùng này, cùng với Các lực lượng phòng vệ Israel.
Khi cuộc Intifada lần thứ nhất diễn ra, Rabin đã chấp nhận những biện pháp cứng rắn để ngăn chặn những người biểu tình, thậm chí cho phép sử dụng "Vũ lực, sức mạnh và đánh đập," với người biểu tình. Rabin "kẻ bẻ xương" đã được sử dụng như một hình ảnh quốc tế. Sự thất bại của chính sách "Iron Fist" cộng với hình ảnh đang ngày càng xấu đi của Israel trên trường quốc tế cùng việc Jordan cắt các quan hệ pháp lý và hành chính với Bờ Tây và việc Hoa Kỳ công nhân PLO là đại diện của người Palestine đã buộc Rabin phải tìm kiếm một sự chấm dứt bạo lực thông qua đàm phán và đối thoại với PLO.
Năm 1990 tới 1992, Rabin một lần nữa là một thành viên Knesset và tham gia công việc Đối ngoại và Ủy ban Quốc phòng.

## Nhiệm kỳ Thủ tướng thứ hai

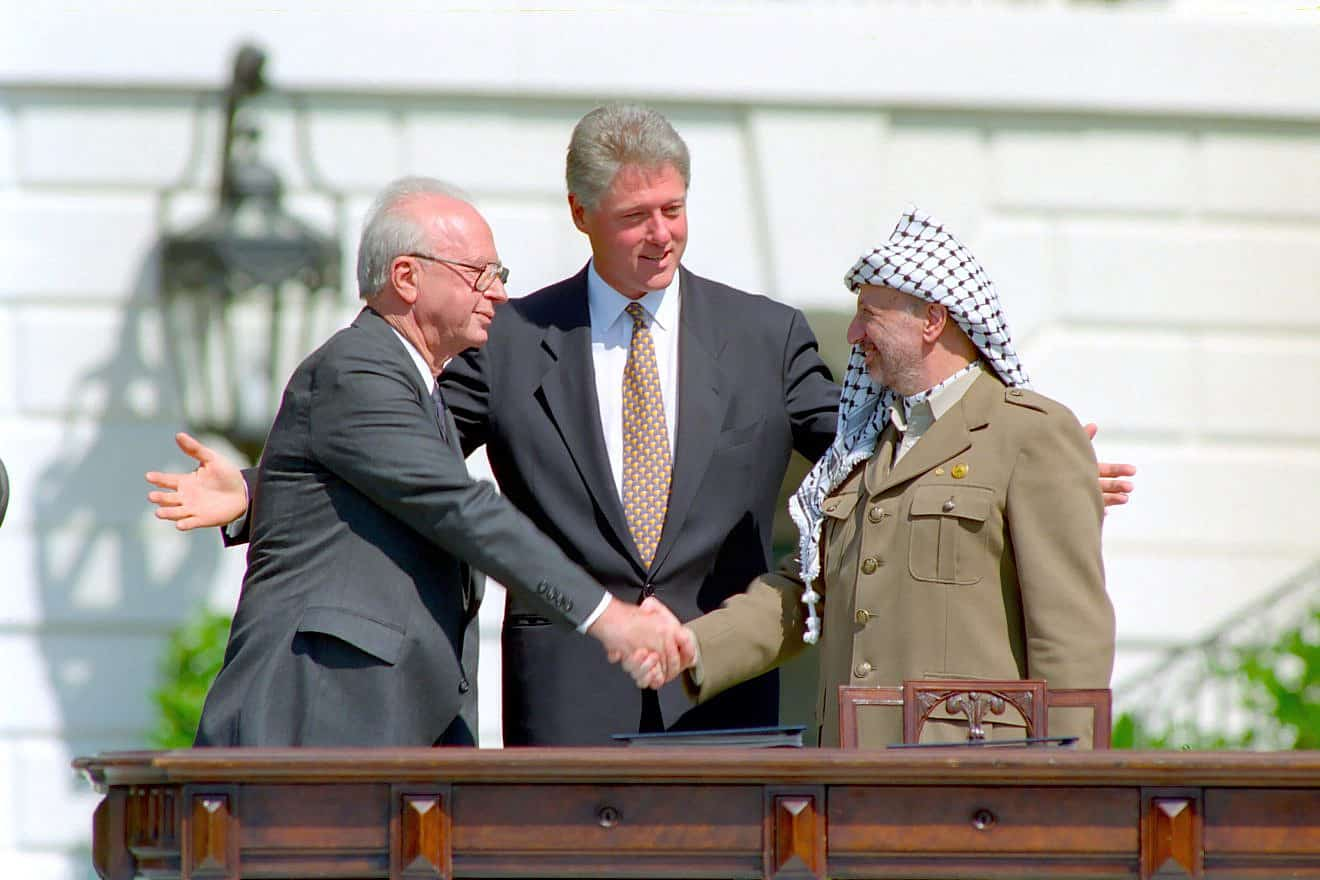
Yitzhak Rabin, Bill Clinton, và Yasser Arafat trong thời gian ký kết Hiệp định Oslo ngày 13 tháng 9 năm 1993

Năm 1992 Rabin được bầu làm chủ tịch Công đảng, một lần nữa giành thắng lợi trước Shimon Peres. Trong cuộc bầu cử năm đó đảng của ông, tập trung mạnh vào sự nổi tiếng của người lãnh đạo, đã giành một thắng lợi lớn trước đảng Likud của đương kim Thủ tướng Yitzhak Shamir. Tuy nhiên phe cánh tả trong Knesset chỉ giành một đa số nhỏ, với sự loại bỏ các đảng quốc gia nhỏ không vượt qua được giới hạn bầu cử. Rabin thành lập chính phủ đầu tiên của Công đảng trong vòng 15 năm, được ủng hộ bởi một liên minh với Meretz, một đảng cánh tả, và Shas, một đảng tôn giáo chính thống-quá khích Mizrahi.
Rabin đã đóng vai trò lãnh đạo trong việc ký kết Hiệp định Oslo, tạo lập Chính quyền Palestine và trao một phần quyền kiểm soát các vùng Dải Gaza và Bờ Tây. Trước khi ký hiệp định, Rabin đã nhận được một bức thư từ Chủ tịch PLO Yasser Arafat bác bỏ bạo lực và chính thức công nhận Israel, và cũng trong ngày hôm đó, 9 tháng 9 năm 1993, Rabin gửi cho Arafat một bức thư chính thức công nhận PLO. Trong nhiệm kỳ thủ tướng này, Rabin cũng giám sát việc ký kết Hiệp định Hoà bình Israel-Jordan năm 1994.
Vì vai trò của ông trong việc tạo lập Hiệp định Oslo, Rabin đã được trao Giải Nobel Hoà bình năm 1994, cùng với Yasser Arafat và Shimon Peres. Hiệp định đã làm chia rẽ mạnh mẽ xã hội Israel, với một số người coi ông là anh hùng vì đã thúc đẩy nền hoà bình và một số người coi ông là kẻ phản bội khi trao đi đất đai mà họ coi là thuộc về Israel một cách chính đáng. Nhiều người Israel cánh hữu thường buộc tội ông về nhiều cái chết của người Do Thái trong các vụ tấn công, coi chúng là những hậu quả của thoả thuận Oslo.
Rabin cũng đã được trao Giải Tự do Ronald Reagan năm 1994 bởi cựu Đệ Nhất Phu nhân Nancy Reagan. Giải này chỉ được trao cho "những người đã có những đóng góp nền tảng và dài lâu vào sự nghiệp tự do toàn cầu," và những người "hiện thâm cho niềm tin cả cuộc đời Tổng thống Reagan rằng một người đàn ông hay phụ nữ thật sự có thể tạo ra một sự khác biệt."

## Vụ ám sát và hậu quả

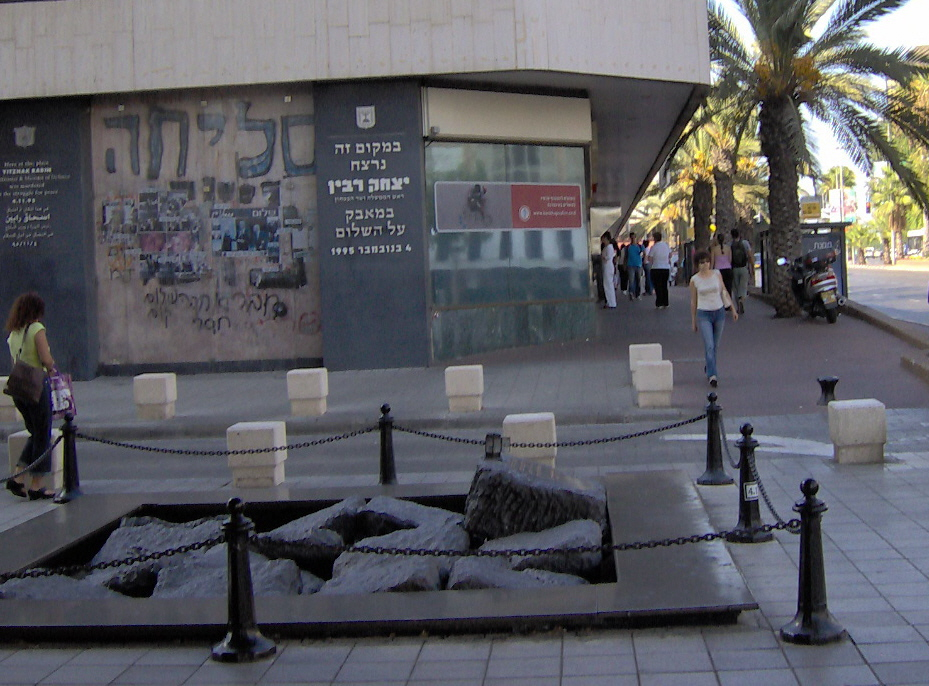
Đài tưởng niệm đánh dấu địa điểm xảy ra vụ ám sát: Phố Ibn Gabirol giữa Toà thị sảnh Thành phố Tel Aviv và Gan Ha'ir

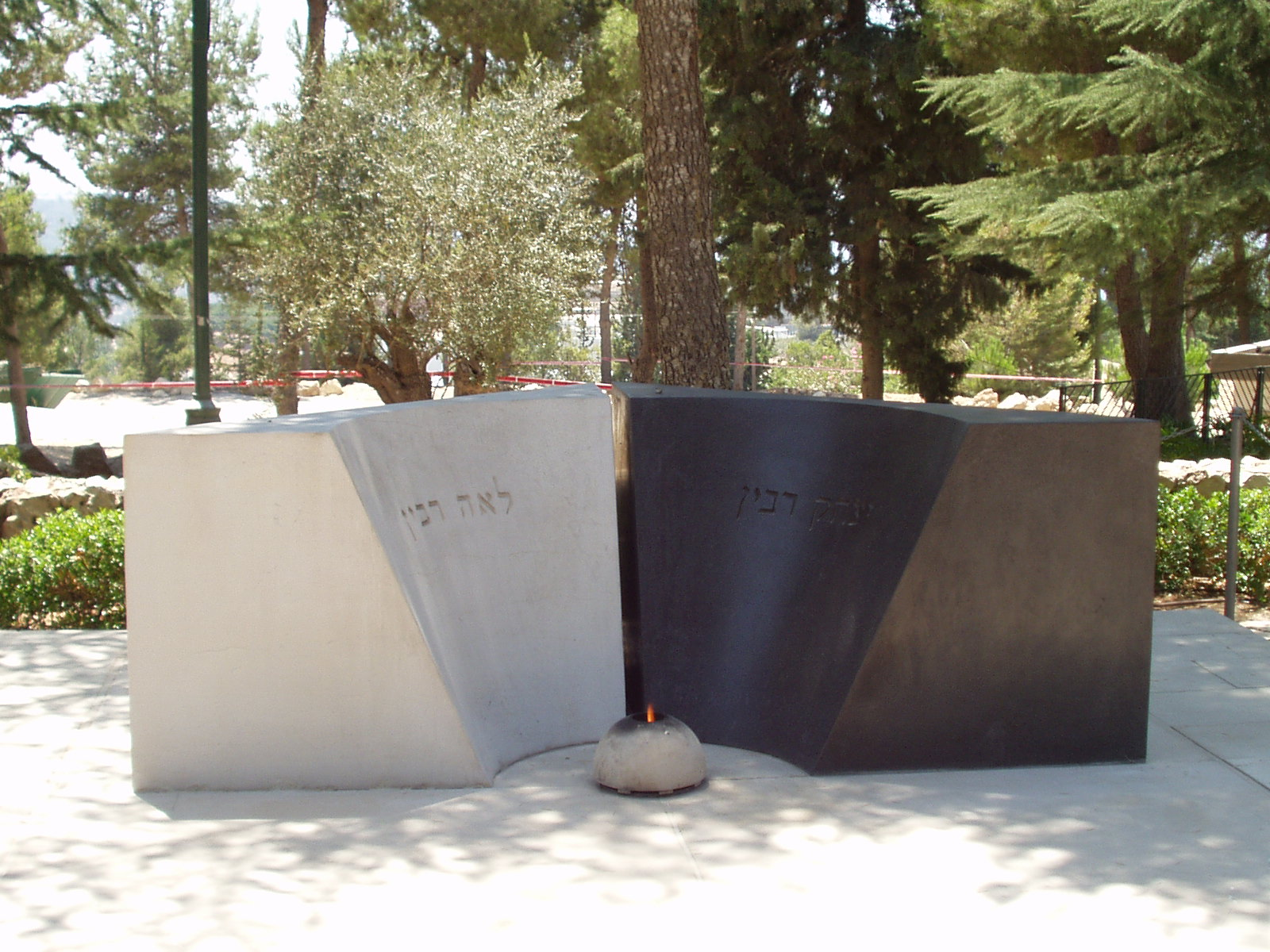
Mộ của Yitzhak (bên phải) và Leah Rabin (bên trái) trên Núi Herzl

Ngày 4 tháng 11 năm 1995 (thứ 11 của Heshvan theo Lịch Hebrew) Thủ tướng Rabin đã bị Yigal Amir, một người Do Thái Chính thống cực đoan cánh hữu phản đối việc ký kết Hiệp định Oslo ám sát, anh ta tin rằng mình đang phục vụ quốc gia với một số phận thảm khốc. Vụ ám sát diễn ra vào buổi tối khi Rabin đang rời một cuộc vận động quần chúng ở Tel Aviv kêu gọi ủng hộ Hiệp định Oslo. Rabin được nhanh chóng đưa tới Bệnh viện Ichilov ở gần đó, nơi ông đã chết trên bàn mổ vì mất máu và thủng phổi trong vòng 40 phút. Amir lập tức bị các vệ sĩ của Rabin bắt giữ. Anh ta bị đem ra xét xử và bị kết án chung thân.
Sau một cuộc họp khẩn cấp của nội các, Bộ trưởng Ngoại giao Israel, Shimon Peres được chỉ định làm Thủ tướng Israel.
Vụ ám sát Rabin là một chấn động lớn với công chúng Israel và hầu hết phần còn lại của thế giới. Hàng trăm nghìn người Israel buồn bã tụ tập tại quảng trường nơi Rabin bị ám sát để tưởng niệm ông. Rất đông thanh niên, thắp lên những ngọn nến tưởng niệm và hát những bài hát hoà bình. Lễ tang của Rabin có sự tham dự của nhiều nhà lãnh đạo trên thế giới, trong số đó có tổng thống Hoa Kỳ Bill Clinton, tổng thống Ai Cập Hosni Mubarak và Vua Hussein của Jordan. Bill Clinton đã đọc bài điếu văn với những lời đáng nhớ trong tiếng Hebrew — "Shalom, Haver" (tiếng Hebrew: שלום חבר, dịch nghĩa Tạm biệt, Bạn).
Trước khi rời sân khấu vào đêm diễn ra vụ ám sát, Rabin đã hát Shir LaShalom (dịch nghĩa Bài hát vì Hoà bình), cùng với ca sĩ người Israel Miri Aloni. Sau khi ông chết, một tờ giấy với lời bài hát đã được tìm thấy trong túi ông, nhuốm máu.
Quảng trường nơi ông bị ám sát, Kikar Malkhei Yisrael (Những vị vua của Quảng trường Israel), đã được đổi tên thành Quảng trường Rabin. Những đường phố và cơ quan công cộng đã được đặt tên theo tên ông trên khắp nước. Sau vụ ám sát ông, Rabin được coi như một biểu tượng quốc gia và là người đại diện của phe hoà bình Israel, dù ông đã có một sự nghiệp quân sự và những quan điểm diều hâu trước đó. Ông được chôn cất tại Núi Herzl. Tháng 11 năm 2000, vợ ông Leah qua đời và được chôn cất bên cạnh ông.
Như với nhiều vụ ám sát chính trị, có nhiều cuộc tranh luận liên quan tới buối cảnh vụ ám sát Rabin. Có một số giả thuyết âm mưu liên quan tới vụ ám sát Rabin.
Sau vụ ám sát Rabin, con gái ông Dalia Rabin-Pelossof đã tham gia chính trường và được bầu vào Knesset năm 1999 như một thành viên của Đảng Trung dung. Năm 2001, bà là Người đại diện của Bộ trưởng Quốc phòng.

## Tưởng niệm
Knesset đã coi thứ 12 của Heshvan, ngày ám sát theo lịch Hebrew, là ngày tưởng niệm chính thức dành cho Rabin. Một ngày tưởng niệm không chính thức nhưng được nhiều người thực hiện là ngày 4 tháng 11, ngày theo lịch Gregory.
Năm 1995 Cơ quan Bưu chính Israel đã xuất bản một con tem tưởng niệm Rabin.
Trung tâm Yitzhak Rabin Lưu trữ ngày 9 tháng 2 năm 2010 tại Wayback Machine được thành lập năm 1997 theo một đạo luật của Knesset, để tạo ra "[a] Trung tâm Tưởng niệm cho sự Duy trì Tưởng nhớ Yitzhak Rabin." Trung tâm này đã thực hiện nhiều hành động giáo dục và tưởng niệm nhấn mạnh đến những cách thức và phương tiện của dân chủ và hoà bình.
Mechinat Rabin, một chương trình huấn luyện tiền quân sự của Israel để huấn luyện những người mới tốt nghiệp cao học môn lãnh đạo trước khi phục vụ trong IDF, đã được thành lập năm 1998.
Nhiều thành phố và thị trấn ở Israel đã đặt tên các con phố, khu lân cận, trường học, cầu và vườn hoa theo tên Rabin. Tương tự hai khu phức hợp văn phòng chính phủ và hai hội đạo Do Thái đã được đặt theo tên Yitzhak Rabin. Bên ngoài Israel, có những con phố được đặt theo tên ông tại Bonn, Berlin và New York và các vườn hoa tại Montréal, Roma và Lima.
Ca sĩ Reggae Alpha Blondy đã ghi một đĩa đơn tên là 'Yitzhak Rabin' để tưởng nhớ vị Thủ tướng Israel.